# Dziadówki Cacewskie
Dziadówki Cacewskie – kolonia w Polsce położona w województwie świętokrzyskim, w powiecie jędrzejowskim, w gminie Nagłowice.